# Colen Campbell

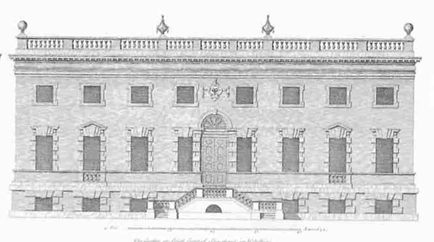
Revival palladiano: Stourhead House, fachada sur, diseñada por Colen Campbell y terminada en 1720. El diseño se basa en la Villa Emo de Palladio. Una impresión del Vitruvius Britannicus

Colen Campbell (Brodie, 15 de junio de 1676 - Londres, 13 de septiembre de 1729) fue un arquitecto escocés y escritor pionero sobre arquitectura, reconocido como uno de los fundadores del estilo georgiano. Durante la mayor parte de su carrera, residió en Italia e Inglaterra.
Descendiente de los Campbell del castillo de Cawdor, se cree que es el Colinus Campbell que se graduó en la Universidad de Edimburgo en julio de 1695. Al principio se formó como abogado, siendo admitido en la Facultad de Abogados el 29 de julio de 1702.
Habría viajado por Italia desde 1695 a 1702 y se cree que también sería el mismo Colinus Campbell que firmó el libro de visitas en la Universidad de Padua en 1697. Se piensa que se habría formado allí y que habría estudiado arquitectura con James Smith (1645-1731), esta creencia es reforzada porque Campbell poseía varios dibujos de edificios diseñados por Smith.

## Vitruvius Britannicus

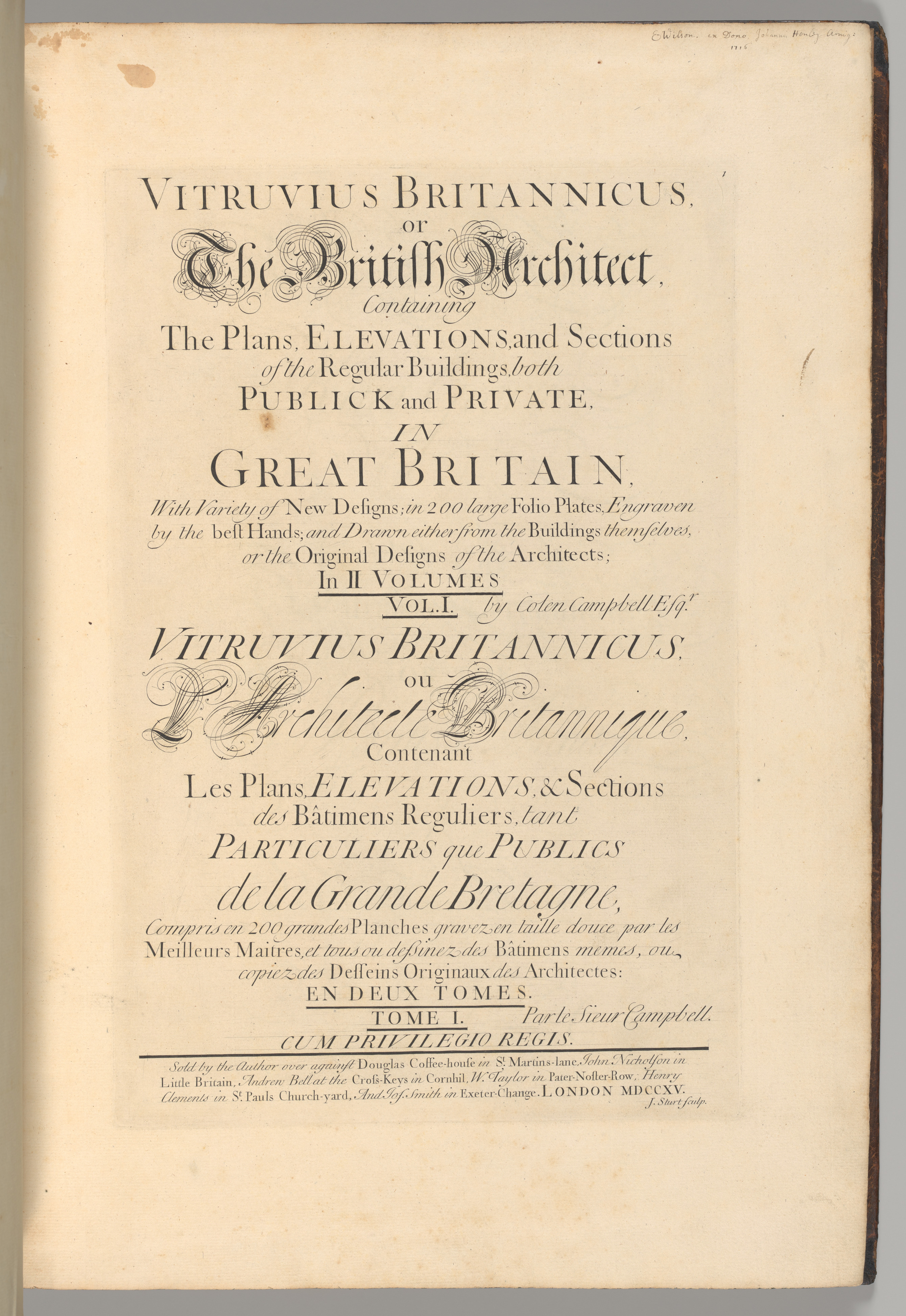
Portada de Vitruvius Britannicus or the British Architect...

Su principal obra publicada, Vitruvius Britannicus or the British Architect... ('Vitruvio británico o el arquitecto británico', utilizando el nombre del arquitecto romano Vitrubio) apareció publicada en tres volúmenes entre 1715 y 1725. (Más adelante hubo otras obras que utilizaron este título de éxito y que fueron publicadas por Woolfe y Gandon, en 1767 y 1771). El Vitruvius Britannicus fue el primer trabajo arquitectónico original publicado en el Reino Unido desde el First Groundes, de John Shute, de la época isabelina. No es un tratado como tal, sino básicamente un catálogo de diseños que tiene grabados de edificios ingleses diseñados por Iñigo Jones y sir Christopher Wren, así como también de obras del propio Campbell y de otros arquitectos destacados de la época.
En la introducción y en las descripciones, Campbell se posiciona en contra de los excesos del estilo Barroco y declara la independencia británica de los extranjeros, además de dedicar el volumen al rey Jorge I. El tercer volumen (1725) cuenta con varias grandes disposiciones de jardines y parques, con alamedas rectas, jardines y parterres de patrones y paseos que irradian a través de plantaciones arboladas, de una manera barroca que se quedó rápidamente anticuada.
Los grabados mostraban las edificaciones en planta, sección y alzado, pero también había algunas perspectivas a vista de pájaro. Los dibujos y diseños del libro recogían el modo en que Campbell los había dibujado, que en algún caso eran bocetos muy especulativos. El éxito de esos volúmenes fue clave en la popularización de arquitectura neo-palladiana en Gran Bretaña y Estados Unidos durante el siglo XVIII. Por ejemplo, la lámina 16 del Vitruvius Britannicus, una representación de la Somerset House londinense, fue una fuente de inspiración para el arquitecto estadounidense Peter Harrison cuando diseñó el mercado deladrillo en Newport, Rhode Island, en 1761.
Campbell fue influenciado en su juventud por James Smith (ca. 1645–1731), el preeminente arquitecto escocés de su época, y un temprano neopalladiano a quien Campbell llamó «el arquitecto más experimentado» de Escocia (Vitruvius Britannicus, ii).
El volumen, algo promocional, con sus grabados excelentemente representados, se publicóen un momento propicio, en el comienzo del auge de la construcción de country house y villas entre la oligarquía Whig. Campbell fue rápidamente contratado por Lord Burlington, que reemplazó a James Gibbs en las obras de la Burlington House en Londres, y pasó a ser el centro de la arquitectura inglesa neopalladiana.
En 1718, fue nombrado Deputy Surveyor (adjunto) al aristócrata no profesional que había sustituido a Christopher Wren como Surveyor General del Royal Board of Works, un nombramiento en el que Burlington es seguro que habría presionado, pero que fue de corta duración. Cuando William Benson, el nuevo Surveyor fue cesado en 1719 y sustituido en la dirección de la Oficina por sir Thomas Hewett , Campbell se fue con él y le sucedió Westby Gill.

## Principales encargos de Campbell

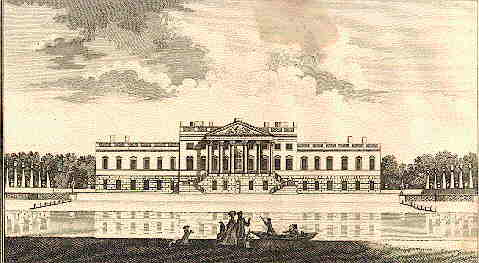
Wanstead House, como fue construida, ilustrada en, The Complete English traveller, de Nathaniel Spencer, Londres 1771

- Wanstead House, Essex: ca 1713/14 –1720. En el primer volumen de Vitruvius Britannicus los diseños más influyentes fueron dos alternativas para una casa palaciega en Wanstead, Essex, para el comerciante-banquero sir Richard Child, cuyo segundo diseño ya se estaba ejecutando cuando se publicó el volumen. (Campbell afirmó que la casa de Wanstead tenía el primer pórtico clásico de Gran Bretaña, pero este galardón probablemente pertenece a The Vyne, Hampshire.)

- Burlington House, Londres 1717. Remodelado de la fachada y construcción de una puerta de entrada para Richard Boyle, tercer conde de Burlington (Remodelada en 1868 y la puerta de entrada demolida.)

- Stourhead, Wiltshire, 1721–1724, como sede para el banquero londinense Henry Hoare. Las alas se añadieron después en el siglo XVIII, y el pórtico de Campbell no fue ejecutado (aunque según su diseño) hasta 1841. El famoso jardín paísajistico que rodea un lago, algo apartado de la casa, fue desarrollado después de la muerte de Campbell, por Henry Flitcroft y Lancelot "Capability" Brown.

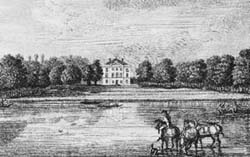
Marble Hill House, Twickenham

- Pembroke House, Whitehall, Londres, para Henry Herbert, noveno conde de Pembrok (1723), una casa en Londres, en un lugar prominente para el heredero de Jones, Wilton House. Fue reconstruida en 1757 y demolida en 1913. Lord Herbert (entonces) se inspiró en ella para diseñar la similar Marble Hill en Twickenham para Henrietta Howard (condesa de Suffolk), condesa de Suffolk, la amante del futura Jorge II. (Marble Hill era una villa palladiana de cinco huecos con frontón central, levantada sobre un alto basamento, con pantallas de grupos de árboles y terrazas herbosas formales que descienden al río Támesis, que se manifiestan las primeras etapas del jardín paisaje inglés.)

- Houghton Hall, Norfolk, comenzada en 1722, para sir Robert Walpole, el primer ministro Whig. Aquí Campbell fue reemplazado por Gibbs, que coronó los pabellones finales con cúpulas octogonales, y por William Kent, quien diseñó los interiores.

- Castillo de Mereworth, Kent (1722–1725): El diseño más abiertamente palladiano de Campbell, basado en Villa La Rotonda, coronada con una cúpula sin tambor, a través del cual pasan 24 chimeneas a la linterna.

- Abadía de Waverley, Surrey (ca 1723–1725), para John Aislabie (muy alterada)

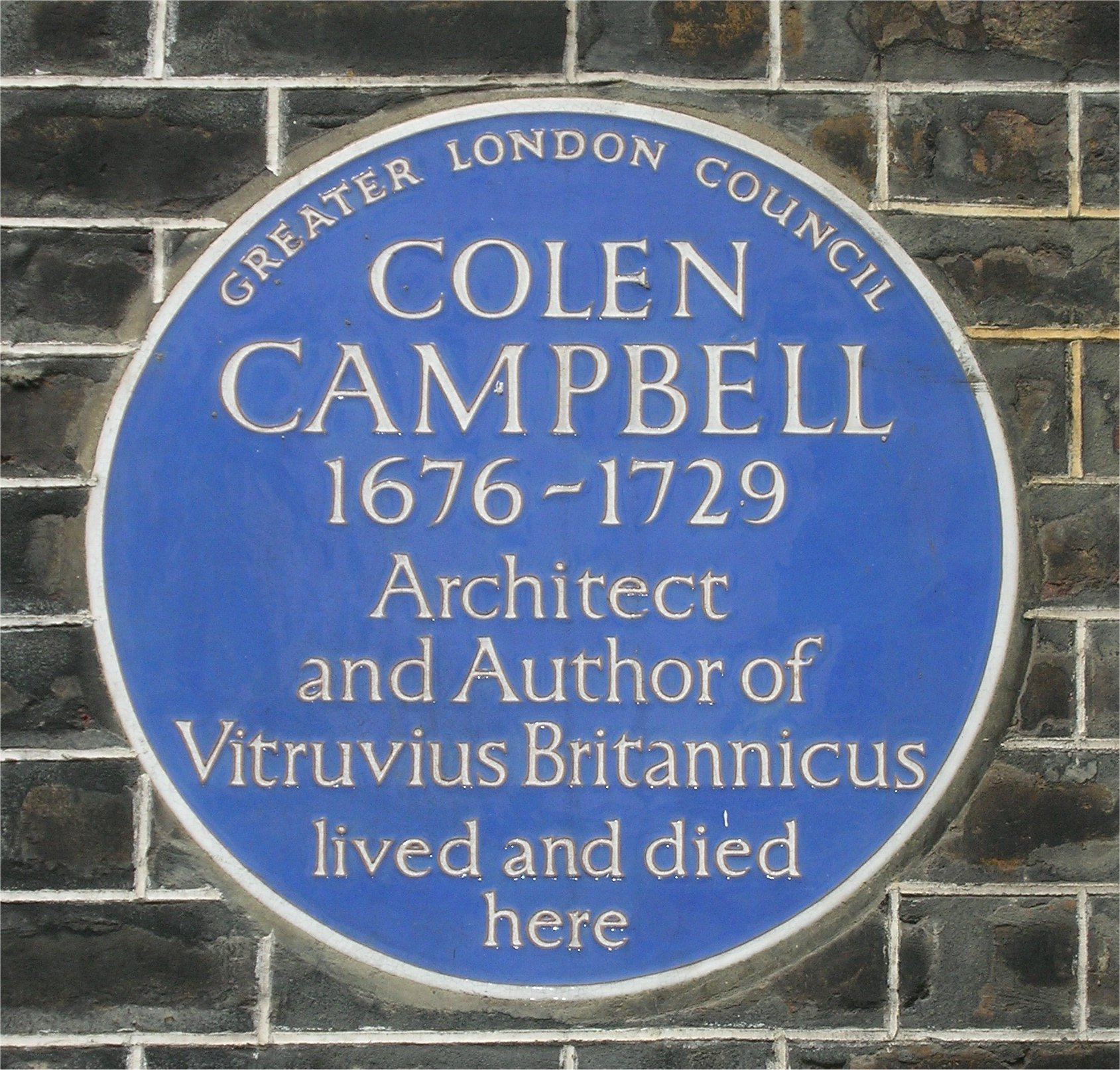
Placa colocada en su honor en la que fuera su residencia en Londres, en el número 76 de Brook Street.

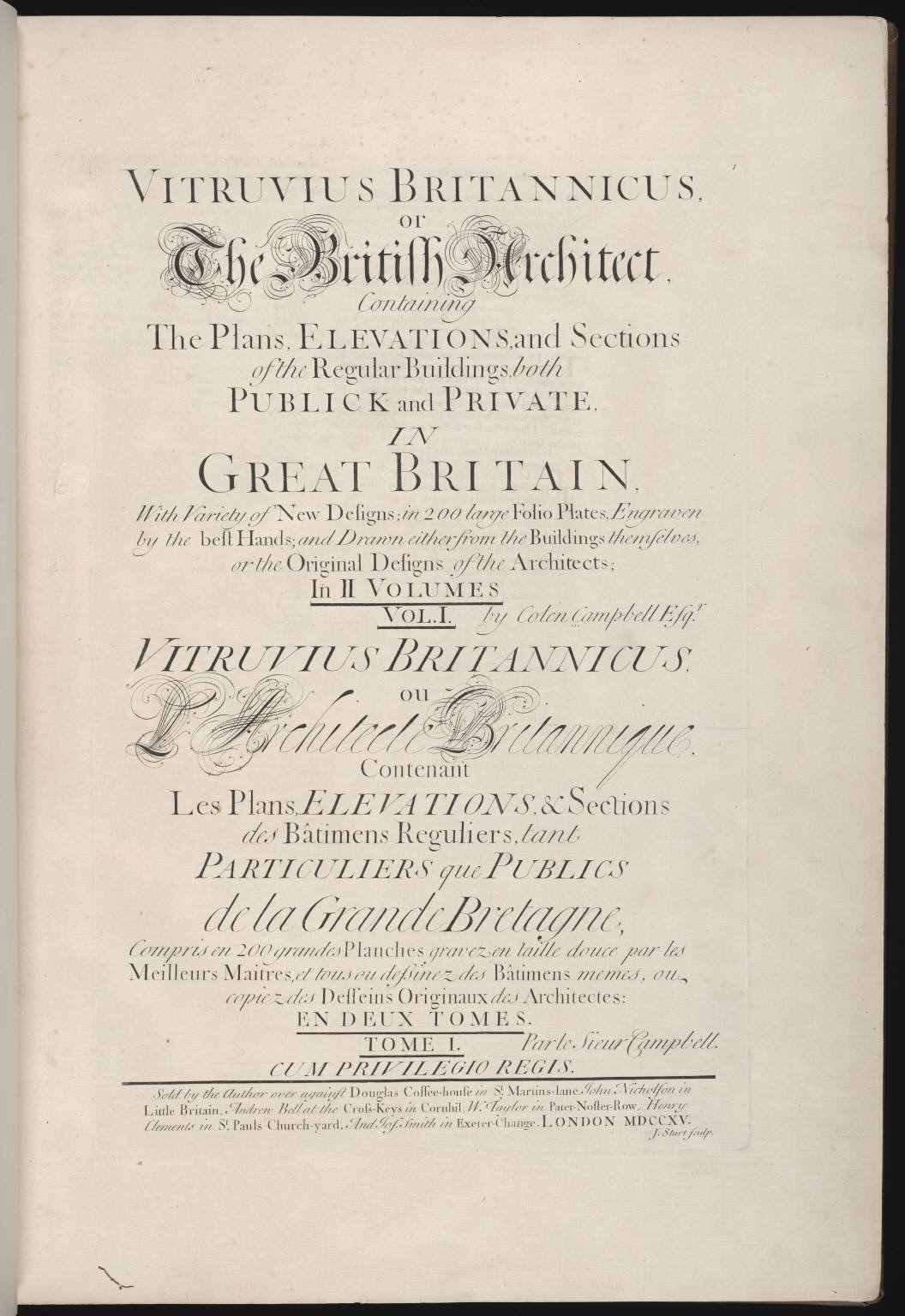
Portada del Vitruvius Britannicus; or, The British architect, containing the plans, elevations, and sections of the regular buildings, both publick and private in Great Britain, with variety of new designs, escrito por Colen Campbell

- N.º 76 y 78 de Brook Street, Londres W1, 1725–26. N.º 76, que sobrevive, fue la propia casa de Campbell, os diseños para sus interiores fueron publicados en su Five Orders of architecture, (1729). Lleva una placa azul que lo conmemora.

- Compton Place, Eastbourne, Sussex, 1726 en adelante, fachada sur y extensa reconstrucción interna para Sir Spencer Compton

## Lista de obras arquitectónicas[3]
- Shawfield Mansion, Glasgow (1712) demolida (1792);
- Wanstead House, Essex (1714–1715) demolida (1822);
- Hedworth House, Chester-le-Street (1726);
- Hotham House, Beverley (1716–1717) demolida (ca. 1766);
- Burlington House, Londres, fachada sur y ala oeste (1717) posteriormente ampliada en varias ocasiones;
- Burlington (Ten Acre Close) Estate, Londres, layout (1717–1718);
- Burlington House, Great Gate y Street Wall (1718);
- Rolls House, Chancery Lane, London (1718), demolida (1895–1896)
- Ebberston Lodge, Ebberston, Yorkshire, incluyendo una cascada (1718);
- 34 Great Burlington Street, Londres (1718–1719);
- 33 Great Burlington Street, Londres (1719–1720);
- 32 Great Burlington Street, Londres (ca. 1720); ésta fue la propia casa de Campbell;
- 31 Great Burlington Street, Londres (1719–1724) reconstruida;
- Burlington Girls' Charity School, Boyle Street, Londres (1719–1721);
- Wimbledon Manor House, Surrey, para Sir Theodore Janssen (1720); completion uncertain;
- Newby Park, (ahora Baldersby Park), Baldersby, Yorkshire (1720–1721);
- Houghton Hall, Norfolk; one of several architects to work on the building (1721–1722);
- Stourhead, Wiltshire, la parte del pórtico diseño de Campbell fue solo añadido en 1840 (1721–1724); interiores destruidos en un incendio (1902);
- Mereworth Castle, Kent (1722–1723);
- Pembroke Lodge, Whitehall, Londres acted as executed Henry Herbert, 9th Earl of Pembroke's design (c.1724), demolida (1756);
- Plumptre House, Nottingham (1724);
- Hall Barn, Buckinghamshire, edificios del jardín: Great Room (solo sobrevive en parte), Templo de Venus, Obelisco y Pabellón Dórico (1724);
- Waverley Manor, Surrey (ca.171725), later extended (1770), dañada por el fuego y reconstruida (1833);
- Greenwich Hospital, Greenwich, Londres; additions to Queen Mary block and Queen Anne block (1726–29);
- Compton Place, Eastbourne, casa remodelada (1726–1729)
- 76 Brook Street, Londres, internal alterations (ca. 1726); se convirtió en la nueva casa de Campbell;
- Hackney House, Hackney, Londres (ca. 1727), demolida (antes de 1842);
- Althorp, Northamptonshire, nuevos establos, puerta de la loggia (ca. 1729–1733);
- Lydiard House, Lydiard Tregoze, Wiltshire (ca. 1729);
- Studley Royal Park, Yorkshire, los establos (ca. 1729) construida después de su muerte por Roger Morris (1695–1749);

## Galería de obras

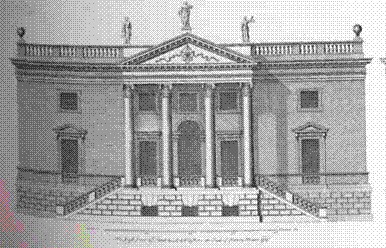
Diseño para Stourhead, Vitruvius Britannicus, v. 3 (1725)
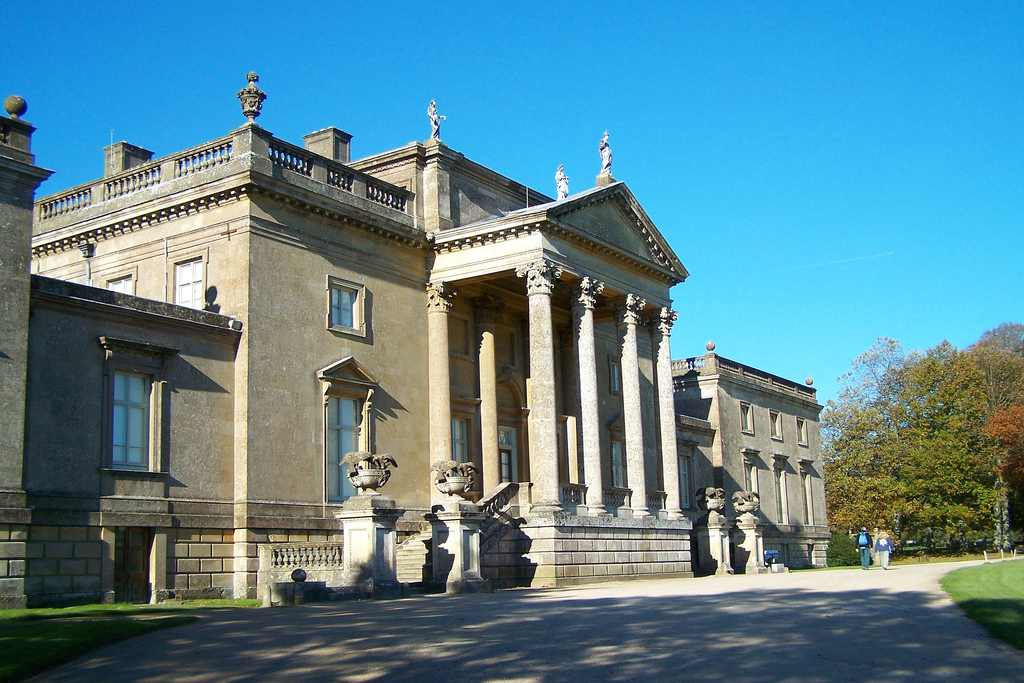
Stourhead, mostrando las alas posteriores y pórtico añadido al diseño de Campbell en 1840
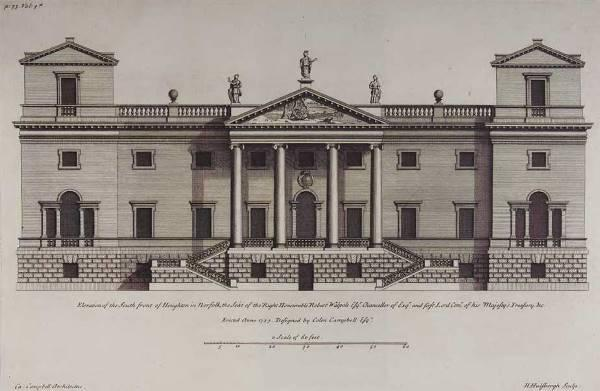
Houghton Hall, Vitruvius Britannicus v. 3 (1725)
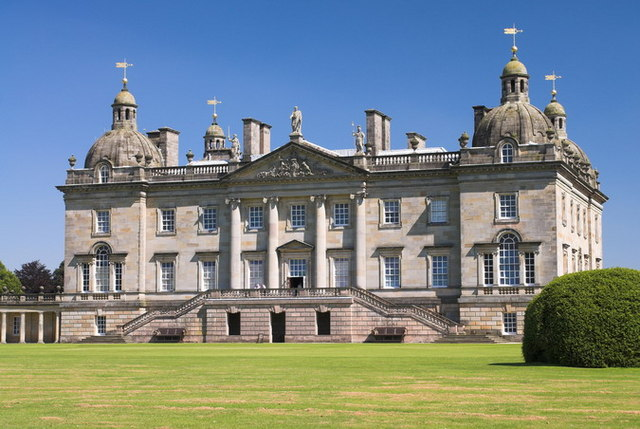
Houghton Hall, como fue construida, con cúpulas de James Gibbs
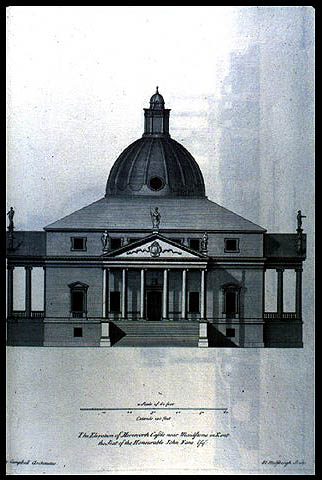
Castillo de Mereworth, Vitruvius Britannicus v. 2. (1720)
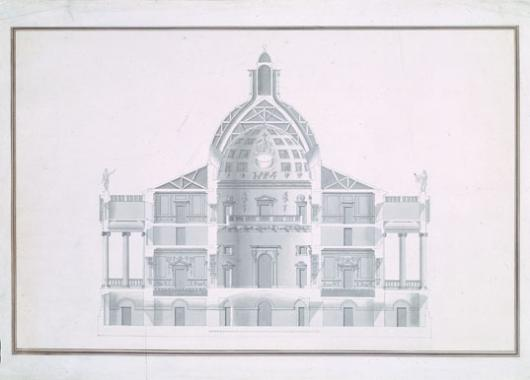
Sección transversal del castillo de Mereworth, Vitruvius Britannicus v. 2. (1720)
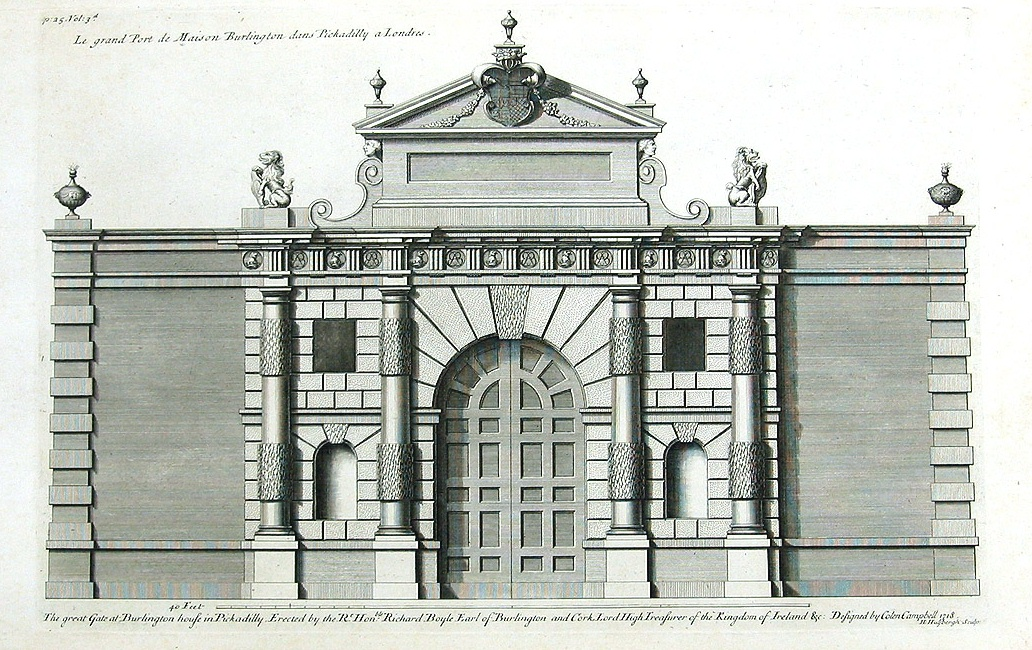
Gate Burlington House, Vitruvius Britannicus v 2. (1720) (demolida)
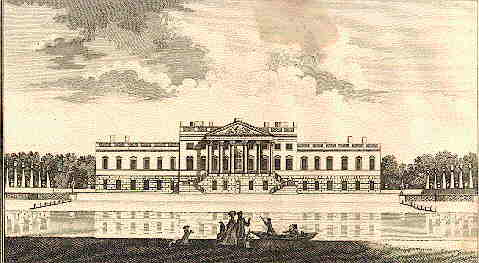
Wanstead House
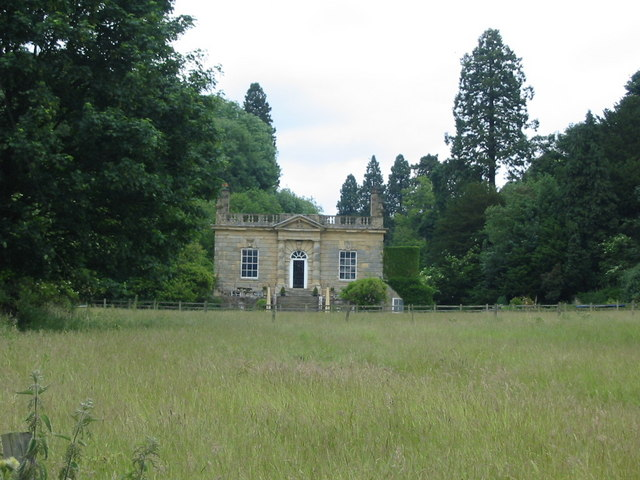
Ebberston Lodge
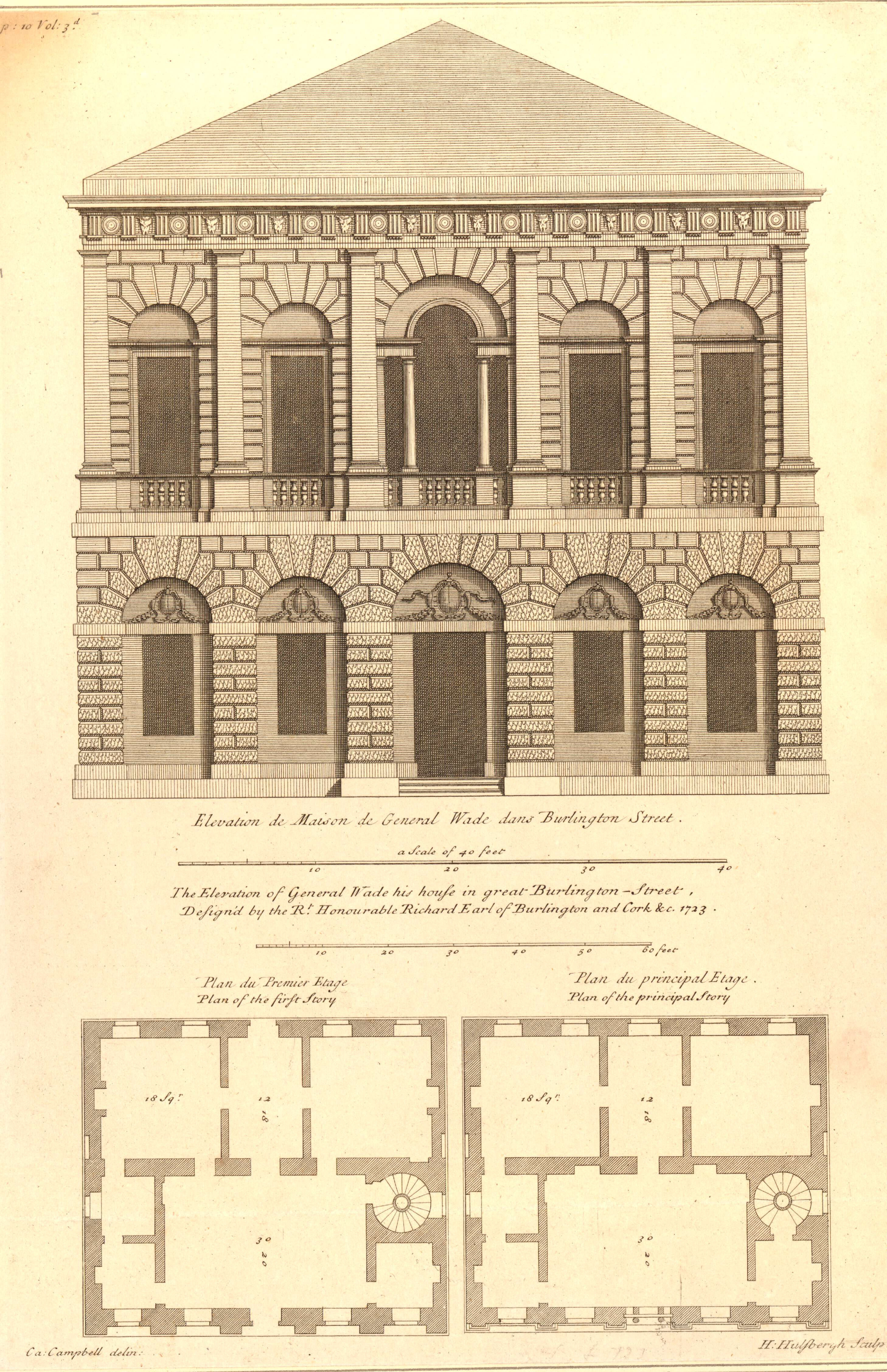
The Elevation of General Wade, his house in great Burlington Street, Vitruvius Britannicus, v. 3 (1723)